# Ara Condong
Ara Condong is een bestuurslaag in het regentschap Langkat van de provincie Noord-Sumatra, Indonesië. Ara Condong telt 5702 inwoners (volkstelling 2010).